# Magwe (ciutat)

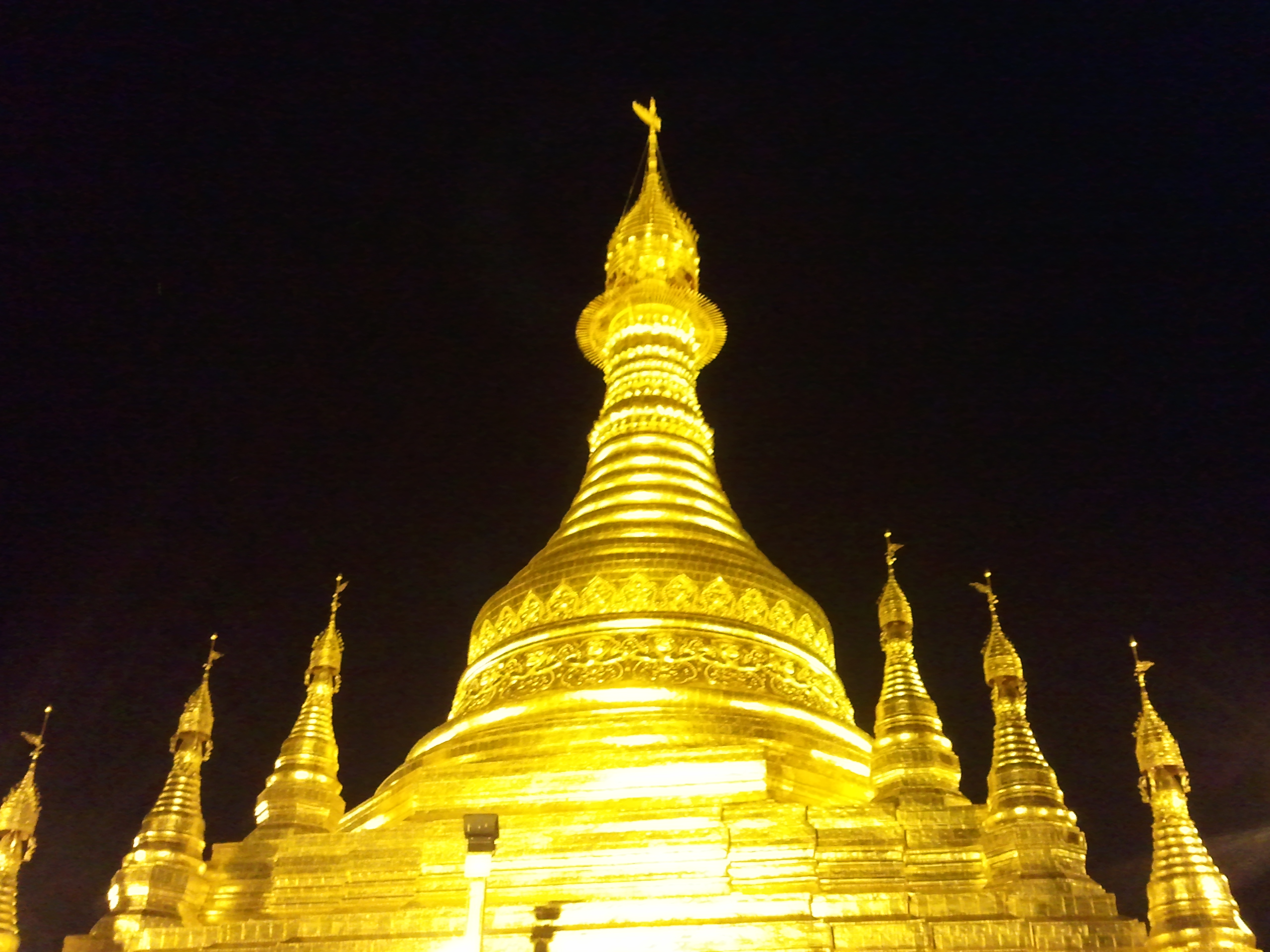
Myathalon Pagoda, Magwe

Magwe o Magway és una ciutat i municipalitat de Birmània capital de tres entitats: el township de Magwe, el districte de Magwe i la divisió de Magwe. Segons el cens del 2007 tenia 101.337 habitants. El 1901 tenia 6.232 habitants i no era municipalitat sinó àrea notificada estant formada per un grup de pobles reunits a l'entorn de l'estació civil britànica a la riba oriental de l'Irauadi. El seu monument principal és la pagoda de Myathalun en un turó. El carrer principal corre paral·lel al riu. El riu forma bancs d'arena a la rodalia i els vaixells grans no hi poden arribar i s'han d'aturar a Mingin a uns 5 km més avall. Segons la tradició la ciutat de Magwe fou fundada el 1158 però la seva història local no ha quedar registrada. Va passar als britànics el 1885 i la van escollir com a capital de districte el 1888. El 1906 fou aprovat el seu establiment com a capital de divisió en lloc de Minbu, que es va fer efectiu vers 1908. Disposa d'un aeroport.